# 石林镇 (淳安县)
石林镇，中国浙江省西北部淳安县下辖的一个镇。

## 辖区
该镇辖有：
西岭村、富德村、棠高村、双西村、岭足村、玳瑁村、千岛湖村和茶园村。